# 秦姬
秦姬（?—?），中国南北朝南朝陈宣帝陈顼的妃嫔。
秦姬生陈顼第三十二子陈叔隆，在太建九年（577年）又生下陈顼第三十三子陈叔荣。陈叔隆被封为新宁王，陈叔荣被封为新昌王。祯明三年（589年）正月，陈朝灭亡后，陈叔隆、陈叔荣和大哥陈叔宝一起归顺隋朝，被隋朝迁入关中。陈叔隆在长安去世。隋炀帝大业八年（612年），陈叔荣在内黄县令任上去世。